# Personaggi di Delitto e castigo
Delitto e castigo (in russo Преступление и наказание?, Prestuplénie i nakazànie, /prʲɪstupˈlʲɛnɪɪ i nəkʌˈzanɪɪ/) è un romanzo di Fëdor Dostoevskij scritto nel 1866, che insieme a Guerra e Pace di Lev Tolstoj costituisce uno dei romanzi russi più noti e più venduti in tutto il mondo. Il tema principale del romanzo è il conseguimento del perdono attraverso la sofferenza, accompagnato dalla pura essenza della visione esistenzialista di Dostoevskij e concentrato sui valori morali della religione.
Il titolo, letteralmente dal russo, significa "Il delitto e la pena". È un chiaro riferimento al saggio Dei delitti e delle pene di Cesare Beccaria, tradotto in lingua russa nel 1803. Tuttavia, nella prima traduzione italiana (1889) ricorse il titolo "Il delitto e il castigo", poiché ritradotto dal francese Le crime et le châtiment, dove il termine châtiment in italiano può essere tradotto solo con la parola castigo.

## I personaggi

### Rodion Romanovič Raskol'nikov
Rodion Romanovič Raskol'nikov o Rodion Romanyč Raskòl'nikov, chiamato anche amichevolmente Rodja e Rodka, è il protagonista su cui si concentra la focalizzazione di tutta la storia. Al lettore è detto che ha 23 anni, che è un ex studente di legge che ha abbandonato gli studi per difficoltà economiche e che vive in povertà in un minuscolo appartamento all'ultimo piano, nei bassifondi di San Pietroburgo. Non è riferita l'origine della sua famiglia, ma da diversi elementi del romanzo si può evincere un'origine propriamente legata all'aristocrazia rurale russa (che così fosse stato concepito il personaggio, è confermato da studi filologici condotti su fonti differenti dal romanzo, cfr. Leoníd Grossman).
Il narratore lo descrive come un giovane dal «volto decisamente bello con i suoi lineamenti fini, i magnifici occhi scuri e i bei capelli castani», e «esile e snello, di statura superiore alla media». L'amico Razumichin afferma: 

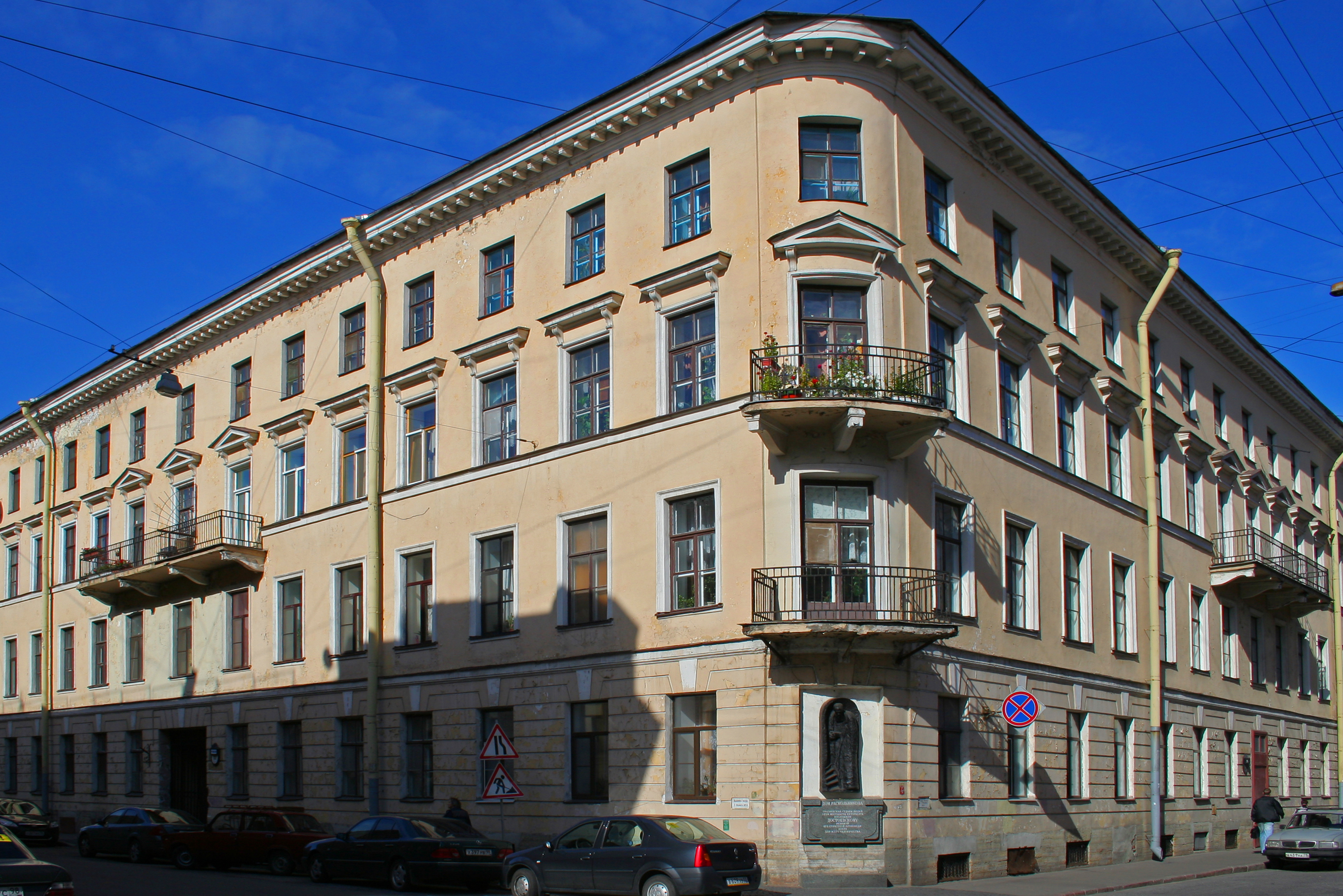
La casa di Raskol'nikov a San Pietroburgo.

L'odio interiore che lo percorre lo porta spesso ad attimi di agonia e disperazione, con anche, da un punto di vista medico, una serie di manifestazioni psicosomatiche (svenimenti, sonno prolungato, ecc...), aggravate probabilmente dallo stato di malnutrizione, e neurologiche (attacchi di panico, deliri), alternate a momenti di calma apparente. Proprio la nitida rappresentazione della condizione psicofisica del giovane costituisce uno dei punti di forza del romanzo.
Commette l'omicidio dell'usuraia nella convinzione di essere abbastanza forte per affrontarlo, di essere un Napoleone, una sorta di "superuomo" al quale tra l'altro spetta una qual forma di "diritto ad uccidere" pur di migliorare la propria situazione, ma la sua paranoia e la sua colpa lo inabissano presto. Un altro punto di forza del romanzo è difatti incentrato sulle riflessioni e sui turbamenti che definiscono il travaglio interiore, la lacerante ricerca dell'affrancamento da un devastante senso di colpa, la paura e l'angoscia di un destino incerto, sospeso tra la salvezza e il rischio di essere scoperto e incastrato dalle forze dell'ordine che caratterizzano il suo animo.
Solo nell'epilogo si realizza il suo castigo formale, dopo che ha deciso di confessare e porre termine alla sua alienazione. Il suo nome deriva dalla parola russa raskol'nik, cioè "scismatico" o "diviso", un'allusione alla separazione autoimposta di Raskol'nikov dalla società russa, come anche alla sua personalità spaccata e al suo stato emotivo costantemente variabile.

### Sof'ja Semënovna Marmeladova
Sof'ja Semënovna Marmeladova, chiamata anche coi vezzeggiativi Sonja e Sonečka, è la figlia dell'ubriacone Semën Zacharovič Marmeladov, che Raskol'nikov incontra in una bettola all'inizio del romanzo. Alla morte di Semën, investito da una carrozza, Raskol'nikov manifesta d'impulso generosità verso la sua poverissima famiglia, alla cui madre, Katerina Ivanovna, decide di donare venticinque rubli per il funerale del marito. Sonja quindi lo cerca e lo va a ringraziare e, in quell'occasione, i due personaggi si conoscono per la prima volta. 
È stata condotta alla prostituzione dalla deplorevole condizione di suo padre, ma si mantiene ancora estremamente religiosa. Importante è appunto questo suo legame con la religione, grazie al quale Raskol'nikov inizierà a imboccare il cammino verso la redenzione. L'elemento e il valore da esso trasmesso a cui l'immagine di Sonja più si trova ancorata è il Vangelo, della cui lettura fa peraltro dono a Raskol'nikov, prima durante un incontro nel proprio appartamento, dai Kapernaumov, in seguito anche quando il giovane è ormai in prigione.
Raskol'nikov si ritrova attratto - solo platonicamente - da lei a tal punto che ella diventa la prima persona a cui confessa il suo delitto. Lei lo sostiene anche se una delle due vittime, la merciaia Lizaveta, era sua amica; lo incoraggia a diventare credente ed a confessare. Raskol'nikov lo fa quando ormai il colpevole era stato individuato in altri, e, dopo la sua confessione, Sonja lo segue in Siberia dove vive nella stessa città della prigione. Qui ella si crea un'occupazione come sarta e si rende anche utile ai detenuti che l'amano sinceramente. È anche qui che Raskol'nikov comincia la sua rinascita spirituale, quando finalmente comprende e accetta di amarla.

### Porfirij Petrovič
Trentacinquenne giudice istruttore, parente di Razumichin, incaricato di risolvere gli assassinii compiuti da Raskol'nikov, che, insieme a Sonja, guida il giovane verso la confessione. Nonostante la mancanza di prove, è sicuro, dopo diverse conversazioni con lui, che Raskol'nikov sia l'omicida, ma gli dà la possibilità di confessare spontaneamente. Ha una notevole capacità oratoria; usa con abilità diabolica la diversione, la dissimulazione, la sua stessa contraddizione e il sottinteso, e sa porsi all'altezza dell'intelligenza del protagonista.
A ragione di ciò, viene spesso accostato ad archetipo del Tenente Colombo.

### Avdot'ja Romanovna Raskol'nikova
Sorella di Raskol'nikov, chiamata anche Dunja e, con diminutivo, Dúnečka.
Descritta come una fanciulla dal viso e dall'aspetto alquanto attraente, è un personaggio di elevato valore morale, dall'indole mite e pensierosa. Lavora come istitutrice nella campagna russa, e vive insieme alla madre Pulcherija Aleksandrovna, con la quale si sposta a Pietroburgo in cerca del fratello Rodion.
Intende da tempo sposare il ricco, ma moralmente depravato, avvocato Lužin, atto che riterrebbe salvifico per la propria famiglia e per la futura carriera da giurista di Raskol'nikov. È inoltre seguita a San Pietroburgo dal suo ex-datore di lavoro Svidrigajlov, uomo ignobile e macchiato di gravi empietà, il quale cercherà con tutti i mezzi - tra cui proponendo una somma di diecimila rubli come ricompensa per la sua famiglia - di riaverla. Dunja respinge in primis Lužin, in secondo luogo Svidrigajlov - il quale, respinto, si suiciderà - in favore dell'amico di Raskol'nikov, Razumichin.

### Pulcherija Aleksandrovna Raskol'nikova
Madre relativamente ingenua e speranzosa, assai troppo premurosa nei confronti di Raskol'nikov. Lo informa mediante una lettera, intorno all'inizio del libro, del progetto della sorella di sposare Lužin. Ama oltremisura, così come la figlia, il figlio Rodja, al punto che esso sin dall'inizio del romanzo ne risulta oppresso, incapace di giustificare tale forte sentimento, dopo tre anni dall'ultimo contatto familiare.

### Arkadij Ivanovič Svidrigajlov
Ricco e villano ex-datore di lavoro e, in quella veste, autore di molestie nei confronti di Avdot'ja Romanovna.
Successivamente pretendente della stessa Dunja e perciò rivale di Lužin. È sospettato di multiple azioni omicide e di pedofilia. Nonostante la sua apparente malevolenza, Svidrigajlov è simile a Raskol'nikov per i suoi casuali atti di munifica carità e, al tempo stesso, per il fatto di avere delle continue apparizioni della, in seguito defunta, moglie Marfa Petrovna. Si sobbarca tra l'altro le spese affinché i figli di Marmeladov entrino in un orfanotrofio (dopo che entrambi i loro genitori sono morti) e lascia i soldi rimanenti alla sua piuttosto giovane fidanzata. È sospettato fortemente di aver avvelenato sua moglie. Schiacciato dai rimorsi e avendo avuto il rifiuto di Dunja al suo amore, finisce  per suicidarsi con un colpo di rivoltella.

### Marfa Petrovna Svidrigàjlova
Moglie di Svidrigajlov, più anziana di questi di cinque anni e più benestante per nascita. Lontanamente parente di Lužin. È stata fautrice di una pesante punizione inflitta a Dunja e alla madre proprio a causa di Svidrigajlov: infatti, nel giardino della sua villa Marfa Petrovna li ha colti in atteggiamenti effusivi e, in seguito, accusata dell'esistenza di questa tresca la sola Dunja, ha dedicato gran parte del suo tempo a denigrare lei e la madre - così viene riferito sempre da Pulcherija Aleksandrovna nella lettera inviata a Rodja - visitando ogni singola casa del borgo e raccontando con disprezzo agli abitanti quanto accaduto. Soltanto molto tempo dopo, resasi conto dell'innocenza di Dunja e di avere obiettivamente esagerato lei stessa, ha chiesto umilmente perdono alla famiglia di Raskol'nikov, tanto che il giorno della sua morte - lo stesso giorno in cui Svidrigajlov si sarebbe recato a San Pietroburgo - verrà ricordata dalle due donne in modo quasi nostalgico.

### Dmitrij Prokof'evič Vrazumichin
Tuttavia a tutti noto come Razumichin, è il leale, benevolo ed unico amico universitario di Raskol'nikov, anch'egli, come lui, un ex studente. È un ragazzone buono, ingenuo e un po' timido, ma tendente comunque all'estroversione - specie dopo qualche bicchiere di troppo - e alla gran parlantina. Raskol'nikov più volte affida la cura della sua famiglia a Razumichin, che non viene meno alla sua parola; più volte accompagna le donne al loro alloggio, le consola e fa loro compagnia durante sia la malattia, sia l'assenza di Raskol'nikov. Anche in tribunale aiuta molto l'amico, alleviando la sua pena che è di soli 8 anni. Alla fine lui e Dunja si sposeranno.
Il suo cognome deriva da разум ("razum"), che in russo significa "ragione", "intelligenza".

### Katerina Ivanovna Marmeladova
Moglie di Semën Marmeladov, malata di tisi e irascibile. È una donna comunque molto forte dal punto di vista emotivo, pur essendo vessata dai colpi di tosse e dai continui mancamenti psicofisici. Al funerale del marito Marmeladov, si lascia andare in sonori battibecchi con la proprietaria dell'appartamento che ha affittato, la stolida tedesca Amalia Ivanovna, che alla fine decide di sfrattare la vedova con i suoi orfanelli. A quel punto, per effetto della notizia e, parimenti, dell'improvviso acuirsi della malattia, impazzisce del tutto: costringe i piccoli figli Polja, Kolja ed Elena, a girare per le strade del quartiere travestiti in modo giullaresco a cantare e ballare a suon di musica, per raccogliere delle elemosine. Poi, caduta e presa da continui svenimenti, muore poco dopo l'arrivo di una moltitudine di gente dalle strade.

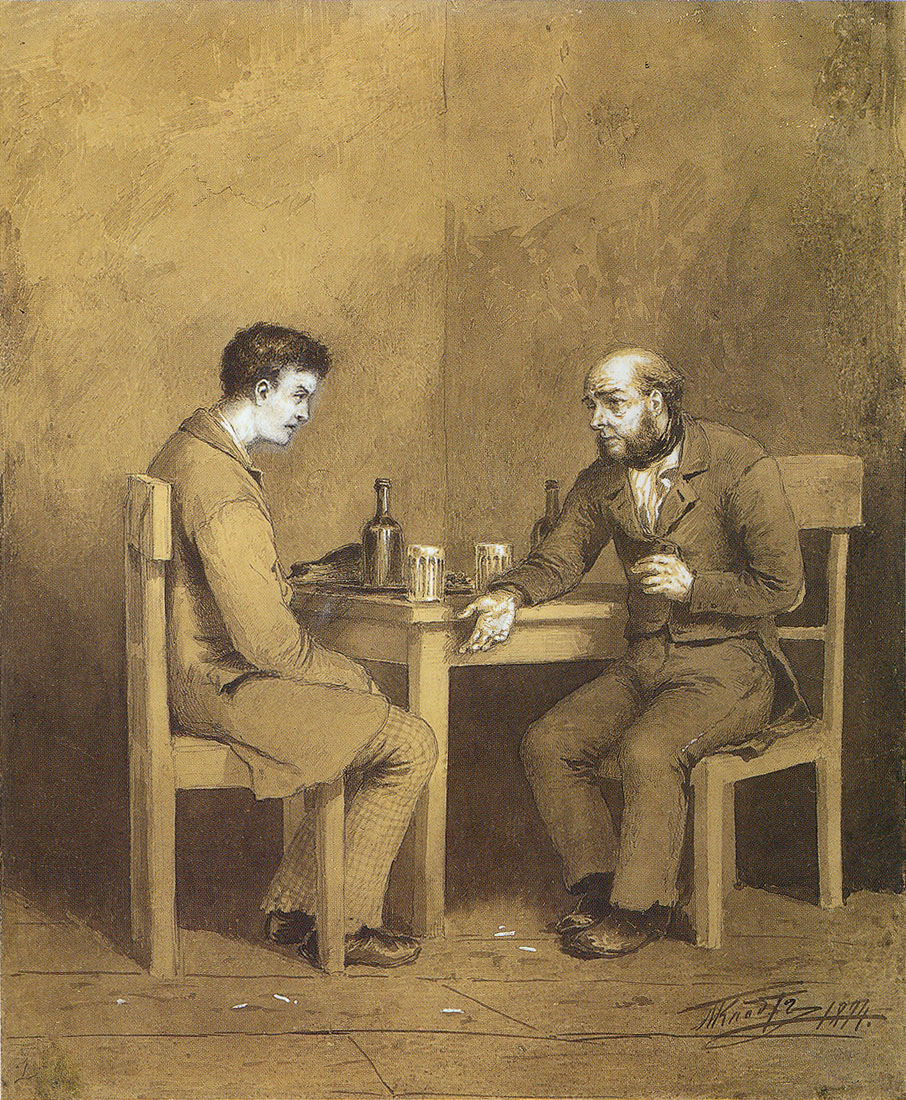
Marmeladov discorre con Raskol'nikov in una bettola, come accade all'inizio del romanzo.

### Semën Zacharovič Marmeladov
Ex impiegato e ubriacone senza speranza, uomo cordiale e loquace, che si compiace del proprio dolore, e padre di Sonja. Nella taverna informa Raskol'nikov della sua situazione familiare e, quando viene investito da una carrozza, Raskol'nikov dà alla sua famiglia ciò che rimane dei suoi soldi per contribuire alle spese funerarie. La moglie, Katerina Ivanovna, millanta una vecchia amicizia del marito con Lužin, invitando quest'ultimo al suo funerale.

### Pëtr Petrovič Lužin
Avvocato di 45 anni, un uomo meschino e pieno di sé. È benestante ed elegante. Ha della moglie l'idea di un'ammiratrice privata e vorrebbe sposare Dunja per sentirsi un benefattore, suo e di sua madre, e con la conseguenza che lei gli sia completamente asservita.

### Andrej Semënovič Lebezjatnikov
Il compagno di stanza radicalmente socialista di Lužin. Questi lo nomina, la prima volta, come suo giovane amico che però poi testimonia il suo tentativo di incriminare Sonja e successivamente lo smaschera.

### Alëna Ivanovna
Vecchia, avida e sgradevole usuraia. È l'obiettivo intenzionale di Raskol'nikov per l'omicidio.

### Lizaveta Ivanovna
La semplice, innocente, sorellastra di Alëna, che arriva in casa della sorella durante l'assassinio ad opera di Raskol'nikov, e viene quindi, subito dopo, uccisa anche lei. Faceva la merciaia, ed era amica di Sonja.

### Zosimov
Amico ventisettenne benestante di Razumichin e dottore alle prime armi. Lui si prende cura di Raskol'nikov.

### Nastas'ja Petrovna
Serva della padrona di Raskol'nikov, Praskov'ja Pavlovna. Fedele e silenziosa presenza amica per il protagonista.

### Nikodím Fomíč
Commissario di quartiere, persona gentile e affabile. Conosce Raskol'nikov al commissariato, in occasione di una convocazione di quest'ultimo per una cambiale scaduta e lo rivede per caso a casa di Marmeladov, quando questi era da poco spirato.

### Il'ja Petrovič
Un tenente di polizia rozzo e insolente.

### Aleksandr Grigorievič Zamëtov
Alto impiegato alla stazione di polizia, corrotto ma amico di Razumichin. Raskol'nikov desta attivamente in Zamëtov sospetti sul suo stesso conto. Ciò lo fa, paradossalmente, spiegandogli come lui, Raskol'nikov, avrebbe agito per dissimulare i suoi stati d'animo e per allontanare da sé i sospetti se avesse compiuto alcuni crimini. Questa scena illustra l'argomentazione della convinzione di Raskol'nikov della sua superiorità come superuomo.

### Nikolaj Dementev
Un imbianchino che viene subito indagato per l'omicidio della vecchia usuraia. Viene arrestato e addirittura arriva ad autoaccusarsi.

### Praskov'ja Pavlovna
Quarantatreenne padrona di Raskol'nikov, nei confronti della quale è fortemente indebitato e che più volte provvede nel merito a esentare l'ex-studente dalla somministrazione dei pasti. È vedova di un impiegato d'ufficio, e aveva una figlia, anch'ella morta, che ha avuto una relazione con lo stesso Raskol'nikov. È descritta come una donna bassa, grassoccia, ma assai attraente. Sulla sua bellezza peraltro fa leva Razumichin per poter anch'egli alloggiare, insieme alla madre e alla sorella di Raskol'nikov, nell'appartamento del protagonista. 

### Polja Semёnovna Marmeladova
Alle volte chiamata Polenka, è la figlia di 10 anni di Semën Zacharovič Marmeladov e sorella minore di Sonja.